# ۷۵۸ (خورشیدی)
۷۵۸ هفتصد و پنجاه و هشتمین سال هجری خورشیدی است.